# Guilherme Boulos
Pour les articles homonymes, voir Boulos.
Guilherme Boulos, né le 19 juin 1982 à São Paulo, est un militant politique brésilien, membre du Mouvement des sans-toit et du Parti socialisme et liberté.
Diplômé de philosophie, il est membre du Mouvement des sans-toit et est l'un des principaux dirigeants de la gauche au Brésil. Lors des élections de 2018, il est candidat à la présidence de la République avec PSOL avec Sônia Guajajara, et se présente à la mairie de São Paulo en 2020.
Lors des élections d'octobre 2022, il est élu député fédéral à São Paulo, devenant également président du groupe Fédération PSOL REDE à la Chambre des députés.

## Biographie
Né en 1982, Guilherme Boulos est issu d'une famille de la petite bourgeoisie de São Paulo et passe son enfance dans le quartier aisé de Pinheiros. À 19 ans, il quitte le foyer familial et s’engage dans un campement de sans-abri installé à la lointaine périphérie de Sao Paulo. Il y côtoie « la misère la plus brute ». Au milieu des années 2000, il devient coordinateur du Mouvement des sans-toit, inspiré de celui des sans-terre et réclamant des logements dignes. Il dirige alors des occupations de terrains et d’immeubles abandonnés en vue d’y faire du logement social, ce qui lui vaut d’être plusieurs fois incarcéré.
Le Parti socialisme et liberté (PSOL, gauche radicale) le choisit comme candidat du mouvement à l'élection présidentielle de 2018. Peu connu à l'échelle nationale, il n’obtient que 0,57 % des voix. D'après le politologue Mathias Alencastro, « Boulos fait la synthèse entre la “vieille gauche”, qui se bat en priorité contre la pauvreté, et la “nouvelle”, soucieuse d’environnement, des minorités ou de questions de genre. »
Il est candidat du PSOL aux élections municipales de 2020 à São Paulo. Son programme pour la ville met l'accent sur des investissements massifs dans l’éducation, le recrutement de médecins, la gratuité des transports, l'établissement d'un revenu universel, le développement des pistes cyclables, une campagne de sensibilisation aux droits LGBT, etc. Attaqué sur son inexpérience politique et la radicalité de son programme, il affirme : « pour moi, ce qui est radical, c’est que dans la ville la plus riche d’Amérique latine, il y ait encore des gens qui fouillent les poubelles pour se nourrir ». Bien que ne disposant que de très peu de temps d’antenne à la télévision, il crée la surprise en se qualifiant pour le second tour avec 20 % des voix. Il obtient 40 % des voix au second tour, étant nettement devancé par le maire sortant Bruno Covas (PSDB, droite).
Il est de nouveau candidat aux élections municipales à São Paulo en 2024, cette fois-ci avec le soutien du Parti des travailleurs dès le premier tour. Pour faire face aux critiques en « radicalité » venues de la droite, qui le décrit comme ennemi de la propriété privée en raison de son engagement dans les mouvements sociaux, et sur son manque d'expérience comme homme politique, il choisit l'ancienne maire Marta Suplicy comme colistière. Ce choix lui aurait été suggéré par Lula pour gagner le soutien des classes moyennes. En dépit de l'alliance avec le centre, incarné par Marta Suplicy, les élites économiques de São Paulo lui demeurent particulièrement défavorables.
Il est marié et père de deux filles.